# Papuaphiloscia daitoensis
Papuaphiloscia daitoensis är en kräftdjursart som beskrevs av Nunomura2003. Papuaphiloscia daitoensis ingår i släktet Papuaphiloscia och familjen Philosciidae. Inga underarter finns listade i Catalogue of Life.